# Código de área 620
El código de área 620 fue el resultado de una separación del código de área 316 el 3 de febrero de 2001. El código de área 620 cubre la mayoría de las centrales telefónicas en el sur de Kansas. El 620 se extiende de la frontera de Colorado al este, a la frontera de Misuri, mientras que excluye el área metropolitana de Wichita (316).
El periodo de marcado permisivo para el 620 terminó el 3 de noviembre de 2001. Las ciudades más pobladas cubiertas por el código de área son Dodge City, Garden City y Hutchinson.

## Ciudades importantes
- Arkansas City
- Belle Plaine
- Coffeyville
- Dodge City
- Emporia
- Fort Scott
- Garden City
- Great Bend
- Hutchinson
- Liberal
- McPherson
- Pittsburg
- Pratt
- Independence
- Parsons
- Scott City
- Wellington
- Winfield

## Fronteras
El límite entre los códigos de área 620 y 785 se extiende de oeste a este aproximadamente siguiendo un camino a lo largo de las autopistas K-4 y K-96. La frontera del código se encuentra a lo largo de la I-135 en el condado de McPherson y continúa hacia el este al norte de Emporia en el condado de Lyon a lo largo de la autopista de peaje Turnpike de Kansas, donde se cruzan los límites de los códigos de área 620, 785 y 913. El código de área 620 comparte su límite norte con el límite de área 913 del sur, terminando al sur del área metropolitana de Kansas City.
Todo el Condado de Sedgwick, junto con partes de los condados de Butler y Harvey, permanecen en el código de área 316.